# 京沂高速动车组列车
京沂高速动车组列车是中国铁路运行于首都北京市北京南站至山东省临沂市临沂北站间的高速动车组列车，自2019年12月30日起开行，由北京局集团北京客运段担任客运乘务，列车全程运行669公里，途经北京市、河北省、天津市、山东省一市三省。其中北京南站至临沂北站运行3小时28分，使用车次为G395/398次；临沂北站至北京南站运行3小时22分，使用车次为G397/396次。

## 历史
2019年12月30日，配合日兰高铁日照西至曲阜东段开通，北京局集团新增北京南~临沂北G1585/1588、G1587/1586次列车。
2021年6月25日，配合京沪高铁运行图重排，本对列车车次调整为G891/894、G893/892次。
2022年10月11日，本对列车再度变更车次为G395/398、G397/396次。

## 使用列车
G395/398、G397/396次列车使用配属北京局集团北京南动车运用所的CR400AF-BS。